# Gedenkstein Elisabeth von Thüringen

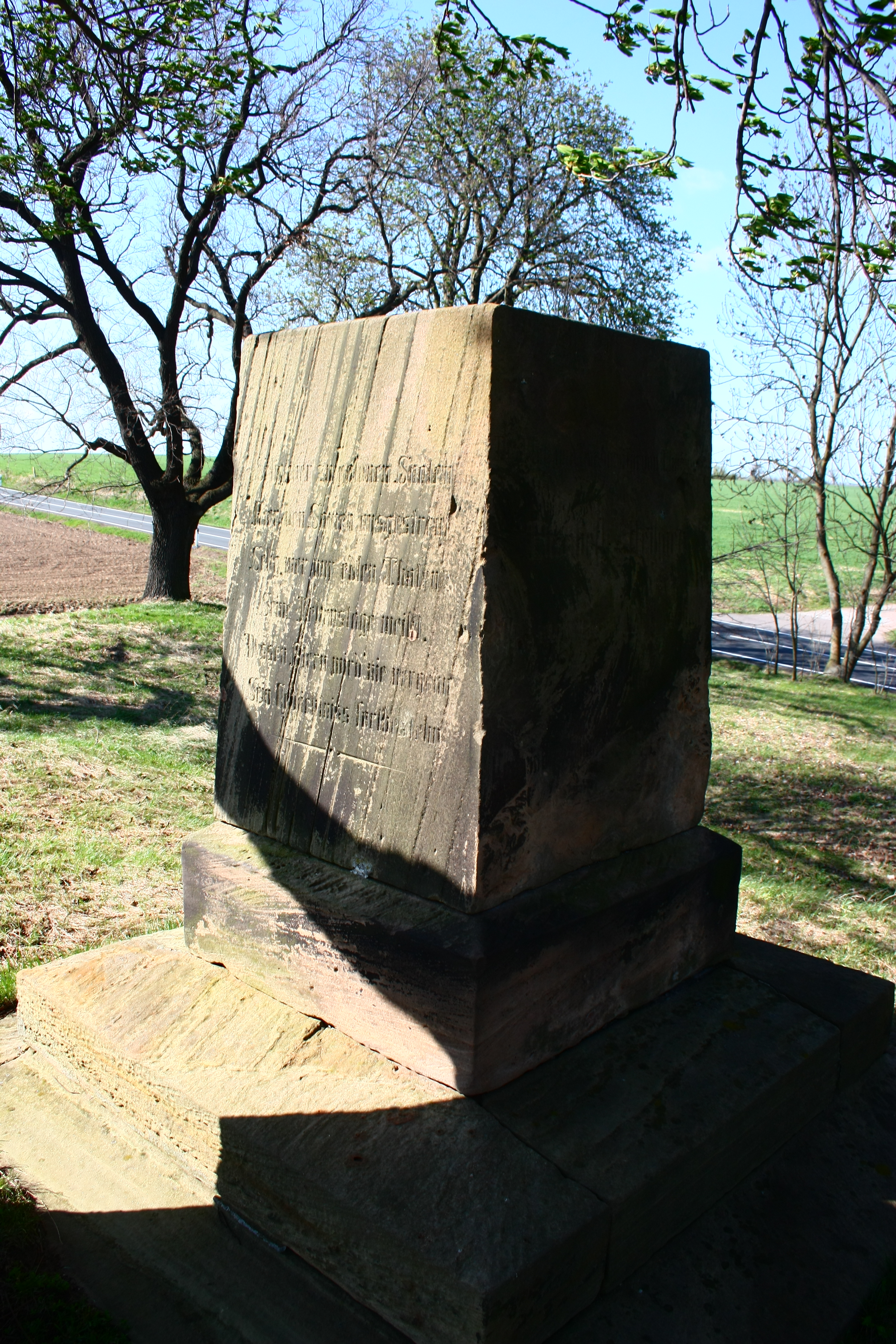

Der Gedenkstein Elisabeth von Thüringen ist ein denkmalgeschützter Gedenkstein in der Ortschaft Salzmünde der Gemeinde Salzatal in Sachsen-Anhalt. Im örtlichen Denkmalverzeichnis ist der Gedenkstein unter der Erfassungsnummer 094 55145 als Baudenkmal verzeichnet.

## Allgemeines
Das Denkmal wurde für die heilige Elisabeth von Thüringen im Gedenken an eine Sage errichtet. Stifter des Gedenksteines waren die Gemeinden Gödewitz und Salzmünde. Bereits in Karten des späten 19. Jahrhunderts ist der Gedenkstein auf dem Bierhügel von Salzmünde eingetragen, wahrscheinlich entstand es nach 1865.

## Inschrift
Die Inschriften sind aufgrund der Verwitterung nicht mehr vollständig lesbar, eine Infotafel des Landesamtes für Archäologie widmet sich nicht nur der Geschichte des Gedenksteines, sondern gibt auch die Inschrift vollständig wieder. Sie lautet:
Der Pfalz- und Landgräfin von Thüringen, Elisabeth der Heiligen, der ungarischen Königstochter, die dankbaren Gemeinden Goedewitz und Salzmünde. Sie beglückte benachbarte Ortschaften mit großen Wohltaten, die im Munde des Volkes unvergessen bleiben, und stiftete am Himmelfahrtstage 1222 auf dieser Stätte eine Festfeier zur Erinnerung an die ihr bezeigt Liebe und Verehrung. Die Stätte, die ein guter Mensch betrat, ist geweiht, nach Jahrhunderten klingt sein Wort und seine That von Enkeln wieder. Seelig, wer zu goldnen Saaten hier den Samen ausgestreut. Seelig, wer nur edlen Thaten seine Lebenstage weiht. Dessen Stern wird nie vergehn, sein Gedächtnis fortbestehn.

## Sage
Im Jahr 1222 machte sich die 15-jährige Elisabeth von Thüringen alleine auf dem Weg von der Burg Landsberg nach Eisenach, wobei sie in der Hüneburg übernachtete. Nach der Huldigung der Dorfbewohner der umliegenden Dörfer erließ sie diesen den Zehnt. Als einzige Gegenleistung verlangte sie den Ausschank von „sieben Ring Eimer Bier“ zu Christi Himmelfahrt. Im 19. Jahrhundert vermutete Friedrich Boltze, der Bruder von Johann Gottfried Boltze, dass damit ein Fass mit sieben Eisenringen gemeint gewesen sei.
Die Stelle erhielt den Namen Bierhügel und seither wird alljährlich mit einem Fass Freibier zu Ehren Elisabeths am Herrentag ein Fest gefeiert.